# Noirs (Révolution française)
Cet article court présente un sujet plus développé dans : Révolution française.
Ne doit pas être confondu avec Société des amis des Noirs.
Pendant la Révolution française, les Noirs sont une faction de nobles considérés comme intransigeants, mais non absolutistes, de l’ancien régime qui s’illustrèrent pendant la Constituante (17 juin 1789 – 30 septembre 1791) ; qualifiés également d’ « Aristocrates », leurs chefs sont des nobles titrés, comme le vicomte de Mirabeau, mais aussi des hommes de milieux plus modestes, comme Cazalès, ou même des ecclésiastiques, comme l‘ abbé Maury ou l’abbé de Montesquiou. Ils sont, entre autres, contre la Constitution civile du clergé et opposés à la saisie de ses biens, pour le veto absolu du roi, la primauté du catholicisme, et s’opposent aussi à l’Assignat. Leurs journaux sont notamment, « L'Ami du roi » ou « Les Actes des apôtres » ; leur club est le « Salon français ».
Supplantés par la nouvelle droite du Club des Feuillants, la plupart entrèrent dans la clandestinité, regagnèrent leur province d’origine, ou émigrèrent à la fin de 1791.